# Eisenbahnunfall von Harney
Bei dem Eisenbahnunfall von Harney entgleiste am 12. August 1939 – nach der offiziellen Darstellung nach einem Sabotageakt – der Fernzug City of San Francisco in der Nähe von Harney, Nevada, USA. 24 Menschen starben.

## Ausgangslage
Der City of San Francisco wurde von drei Eisenbahngesellschaften gemeinsam betrieben: der Union Pacific Railroad, der Southern Pacific und der Chicago and North Western Transportation. Der Zug befuhr an der Unfallstelle eine Strecke der Southern Pacific. Der Unfall ereignete sich in einem Gleisbogen auf einem Bahndamm oberhalb des Humboldt River.
Der Zug wurde von drei dieselelektrischen Lokomotiven gezogen und führte 14 Wagen. Um eine Verspätung von einer knappen halben Stunde aufzuholen, fuhr der Lokomotivführer so schnell wie möglich. Er war mit einer Geschwindigkeit von knapp 100 km/h unterwegs.

## Unfallhergang
Am äußeren Gleis des Gleisbogens war ein Schienenstück gelockert worden, wodurch die meisten Fahrzeuge entgleisten und aus der Kurve getragen wurden, als der Zug gegen 21:33 Uhr die Stelle passierte. Einige der entgleisten Wagen kollidierten mit einer stählernen, 36 Meter langen Brückenkonstruktion, die 50 Meter nach dem Entgleisungspunkt einer Unterführung diente. Die Brücke wurde komplett zerstört. Fünf andere Wagen stürzten neun Meter tief in den Humboldt River. Besonders stark beschädigt wurde der Speisewagen. Der Zug rutsche jenseits des Entgleisungspunktes noch 300 Meter weiter, bevor er zum Stillstand kam. Nur die vordere Lokomotive und die beiden letzten Wagen blieben im Gleis.

## Folgen
24 Menschen starben, davon 15 Mitarbeiter des Speisewagens. 115 Menschen wurden darüber hinaus verletzt, 32 davon schwer. Unter den Verletzten waren weitere 16 Mitarbeiter der Eisenbahn.
Der unverletzte Lokomotivführer rannte zum etwa zwei Kilometer entfernt liegenden Bahnhof Harney zurück, von wo aus Hilfe organisiert wurde. Die Unfalluntersuchung verlief sehr undurchsichtig, wodurch sich das Gerücht hielt, dass gar keine Sabotage, sondern ein Fehler des Eisenbahninfrastrukturbetreibers vorgelegen habe. Ein verantwortlicher Saboteur konnte nie gefasst werden. Der Unfall blieb so ohne strafrechtliche Aufarbeitung.
Dies war der erste schwere Unfall mit einem Stromlinienzug in Leichtbauweise, bei dem die Aufbauten der Wagen überwiegend aus vernietetem Aluminium gefertigt waren.